# ストリートファイターII'
『ストリートファイターII'』（ストリートファイターツー ダッシュ、英題：Street Fighter II Champion Edition）は、カプコン制作の対戦型格闘ゲームであり、『ストリートファイターII』（以下：『ストII』）のバージョンアップ版である。
本作は1992年4月よりアーケードゲームとして稼働し、のちに家庭用ゲーム機などの他プラットフォームにも移植された。
『ストII』では対戦の時はプレイヤーが隣に並んで行う形式が主流だったが、本作以降からは、2つの筐体を背中合わせに設置する対戦形式に移行するようになった。気軽に対戦を行いやすいこのシステムは急速に普及し、対戦プレイヤーの増加に一役買うこととなった。
ゲーム誌『ゲーメスト』（新声社）誌上で行われていた「第6回ゲーメスト大賞」（1992年度）において大賞1位を獲得、その他にベストアクション賞で1位、ベスト演出賞で5位、ベストグラフィック賞で6位、ベストVGM賞で3位、ベストインカムで2位（次年度4位）、年間ヒットゲームで2位（次年度5位）、プレイヤー人気で2位を獲得した。その他、ゲーメストムック『ザ・ベストゲーム2』での「読者が選ぶベストゲーム」で19位を獲得した。

## システム
『ストII』ではCPU専用だったシャドルー四天王がプレイヤーキャラクターとして使用可能になり、同キャラクター対戦も可能になった他、リュウとケンの性能も異なるようになった。本作以降はファイナルラウンドが第4ラウンド目に変更され（前作では10ラウンド目だったためまず起こりえなかった。そのため雑誌などでは本作の新要素として紹介された）、プレイ内容がいかなるものであっても1点も得点が加算されなくなった。また、必殺技でKOすると通常の3倍の得点が入るようになった。

## 登場キャラクター
- リュウ（RYU）
- ケン（KEN）
- エドモンド本田（E.HONDA）
- 春麗（CHUN-LI）
- ブランカ（BLANKA）
- ザンギエフ（ZANGIEF）
- ガイル（GUILE）
- ダルシム（DHALSIM）
- M・バイソン（M.BISON）
- バルログ（BALROG）
- サガット（SAGAT）
- ベガ（VEGA）

## 開発
対戦部分での改良とバランス調整に主眼を置いて開発された。西谷亮は大堀康祐とのインタビューの中で、『ストII』の好評を受けてバージョンアップ版の発売を認められた際はうれしかったが、少し技を変えただけの基板を発売することに罪悪感があったため、四天王のプレイアブル化などの要素を追加したと振り返っている。
本格的な新作ではなかったため仕様変更の苦労が多く、例えば四天王のアニメパターンの追加でメモリ容量を空けるために、一部ステージのオブジェクトやグラフィックがカットされた。これ以外にもキャラクターの動作やエンディングなどのグラフィックなど、多くの修正が入った。

### スタッフ
- プランナー：NIN（西谷亮）、AKIMAN（あきまん）
- キャラクターデザイナー：S.Y（山下智）、IKUSAN.Z（中山郁夫）、SHO（岡野正衛）、ERICHAN（中村会里）、PIGMON、KATURAGI（陰山みずほ）、MAK!!、MANBOU（新谷さゆり）、BALLBOY、KURISAN（栗原明美）、Q KYOKU、MIKIMAN（城戸美樹）、TANUKI（西尾仁志）、YAMACHAN、S・TAING（坂下眞司）、NISSUI（西辻朝枝）、BUPPO（小林美保）、ZIGGY（さかもとようこ）、ZUMMY、NAKAMURA、OKAZAKI
- プログラマー：SHIN.（上山真一）、MARINA、MACCHAN、ECCHRO!!（江城元秀）
- サウンド：SHIMO-P.（下村陽子）、OYAJI-OYAJI（阿部功）
- スペシャルサンクス：CBX（新井幸雄）、POO（船水紀孝）、KANEKON（金子清巳）、SHONO.（醤野貴至）、HIRAKIN.、NAC KAI、ERLINGR OGACHY、DJAMES.

## 移植版
PCエンジン
1993年6月12日発売。カプコン制作、NECホームエレクトロニクス販売。
当時すでにCD-ROM2やSUPER CD-ROM2が全盛だったPCエンジンだが、20MBitの大容量HuCARDを採用している。また、PCエンジンのパッドは2ボタンが標準だったが、この作品にあわせて6ボタン仕様のパッドが発売されたまた、PCエンジンGTなどの携帯型ゲーム機でもプレイできる。
なお、初回分の購入で貴井しおしおの漫画や山下章による攻略法、コラムなどが収録された「春麗 FANBOOK」と「ミニうちわ」が当たるキャンペーンが行われた。
バーチャルコンソールでWii向けに2009年11月10日に配信開始。
X68000
1993年11月26日発売。X68030でも動作する。キャラクターやステージが変わるたびにフロッピーディスクを交換する必要があった（ハードディスクにインストールするか、メモリーを6MByteほど増設すれば、回避できる）。コンシューマー用の公式ジョイスティックであるCPSファイターを接続するCPSアダプターが付属していた。X68030以上で起動すると、多重PCMドライバがインストールされ、アーケード版と同等のADPCM4和音で音声が再生される。MIDI対応（GMレベル1）、チェルノブアダプタ対応（非公式）。

### アレンジ移植
セガ・マスターシステム
1997年にテックトイからブラジルでのみ発売。
使用キャラクターはリュウ、ケン、春麗、ガイル、ブランカ、バイソン（現地での名前はバルログ）、サガット、ベガ（現地での名前はM.バイソン）のみ。キャラクター選択画面のイラストは『スパII』のものが用いられている。8ビット機ゆえ制約のある内容となっており、たとえばリュウとケンから昇龍拳が削除されている。
当時の開発者が雑誌『ゲームラボ』とのインタビューの中で語ったところによると、マスターシステム版は1990年代初頭に日本のカプコン本社で作っていたものの、今更出しても売れないということで凍結されたが、数年後にこのプロジェクトのことを思い出したブラジル法人が自国や新興国ならまだ売れると考えて本社に相談し、「カプコンのリソースを使わない」という条件付きで許諾が下り、販売元もカプコンではなく現地企業・テックトイが担った。もっとも、本社で作っていたバージョン（以下：カプコン開発版）はまともに遊べないほど完成度が低いうえ、このバージョンの制作にかかわっていた者たちも他のプロジェクトに参加しているか、カプコンを退職しているかのどちらかだったため、最初から作り直すしかなかったという。開発チームが世界中のセガ・マークIII / マスターシステムのコミュニティに連絡を取ったところ、ドイツにマスターシステムに明るいチームがおり、両国の歴史的な友好関係もあって快諾された。
ドイツのチームにカプコン開発版を見せたところ、そのまま完成させるくらいなら作り直すべきだという判断を示した。グラフィックはカプコン開発版を流用するのではなく、アーケード版のデータを原色化したり解像度を落とすなどして作り直した。また、彼らは雰囲気さえ出ればよいとの考えからデータの使いまわしと簡略化 を繰り返した。
なお、開発当時はブラジルの通貨を持ち出すのは難しかったため、ブラジル法人のスタッフが個人でドイツに送金した。
携帯アプリ
docomoより2005年6月1日に、auより2006年6月15日に、Softbankより2006年8月16日に配信開始。
キャラクター選択時に決定キーを長押しすることで色違いのキャラクターを選択できる。エンディングはアプリ内に内包され、ステージ背景も全キャラクター分用意された。アプリの大容量化により、アプリの制限容量を超える分については外部データという形で供給されている。

## 反響
本作においてもハメ技は多く存在しており、特にベガはダブルニーハメやサイコ投げといったハメ技により、一部のゲームセンターでは使用を禁じられていた。

### 評価
| 機種             | 判定 |
| ---------------- | ---- |
| PCエンジン       | 良   |
| X68000           | 良   |
| マスターシステム | 劣化 |

ライターのpusaiは雑誌「ゲームラボ年末年始2022」に寄せた記事の中で、移植版のうちPCエンジン版について、8ビット機のわりに性能が高く、二重スクロールなど削除された部分はあるものの、グラフィックはおおむね良好だとしている。また、pusaiはX68000版について、オリジナル版の基板に近い性能だけあってグラフィックは完璧だが、音源が異なるので曲が異なるとしたほか、媒体の都合上ローディングに難があると指摘している。マスターシステム版については無茶移植と呼びつつも、見た目の再現度は高く、マスターシステムのゲームにしては美麗だとしている。また、pusaiはマスターシステム版について、動きがカクカクするものの、ゲームボーイ版『ストリートファイターII』よりは遊べると評価している。

### 海賊版
違法に改造した本作の海賊版が出回っており、カプコンが業界紙『ゲームマシン』（1993年1月発行）に注意喚起広告を出すほどだった。
この海賊版は「レインボー」、「スーパー」や「ハイパー」といった様々な呼称が存在していた。プレイヤーの中には悪徳メーカーが販売していた不正コピー基板とは知らず、正規の新作と信じてプレイしていた人も少なくなかった。これらの海賊版の主な特徴としては、バトル途中にキャラクターを変更できることや、飛び道具を持っていないキャラクターが技を繰り広げる際に、別のキャラクターの飛び道具も一緒になって飛んでくることが挙げられる。